# Municipio de Pleasantview
El municipio de Pleasantview (en inglés: Pleasantview Township) es un municipio ubicado en el condado de Emmet en el estado estadounidense de Míchigan. En el año 2010 tenía una población de 823 habitantes y una densidad poblacional de 8,9 personas por km².

## Geografía
El municipio de Pleasantview se encuentra ubicado en las coordenadas 45°30′8″N 84°54′13″O / 45.50222, -84.90361. Según la Oficina del Censo de los Estados Unidos, el municipio tiene una superficie total de 92.44 km², de la cual 92,21 km² corresponden a tierra firme y (0,24 %) 0,22 km² es agua.

## Demografía
Según el censo de 2010, había 823 personas residiendo en el municipio de Pleasantview. La densidad de población era de 8,9 hab./km². De los 823 habitantes, el municipio de Pleasantview estaba compuesto por el 95,38 % blancos, el 0,85 % eran afroamericanos, el 1,22 % eran amerindios, el 0,36 % eran asiáticos, el 0,24 % eran de otras razas y el 1,94 % eran de una mezcla de razas. Del total de la población el 1,34 % eran hispanos o latinos de cualquier raza.